# أبيل تابيا
أبيل تابيا (بالإنجليزية: Abel Tapia)‏ هو سياسي أمريكي، ولد في 23 يوليو 1949 في الولايات المتحدة. حزبياً، نشط في الحزب الديمقراطي. وقد انتخب عضو مجلس نواب كولورادو.